# Chapelle Sainte-Louise-de-Marillac de L'Haÿ-les-Roses
La chapelle Sainte-Louise de Marillac est une chapelle catholique se situant au 55 rue de Chalais, sur la commune de L'Haÿ-les-Roses dans le département du Val-de-Marne. Elle est dédiée à Louise de Marillac.

## Description
Elle est faite d'une armature des murs en béton armé, dont le remplissage est en moellon calcaire apparent de Saint-Maximin. Elle a un plan centré octogonal précédé d'un clocher porche.